# Улица 1905 года (Орехово-Зуево)
Улица 1905 го́да — улица в городе Орехово-Зуево. Протяжённость 1 км. Нумерация ведётся от перекрёстка Красноармейской улицы и улицы Володарского. Переходит в Парковскую улицу.

## Транспорт
По улице курсируют автобусы следующих маршрутов:
- № 5. Карболит — Парковская ул.
- № 10. Холодильник — п. Текстильщиков
- № 11. Вокзал — ул. 1905 года — Парковская ул.
- № 13. ул. Лапина — п. Текстильщиков
- № 17. ул. Лапина — Карболит
- № 103. Вокзал — ул. Ленина — ул. 1905 года — ул. Парковская
- № 111. Вокзал — ул. 1905 года — ул. Парковская.

## Достопримечательности
На улице расположено множество исторических домов, являющихся частью так называемого «Старого Орехова». Дома неспешно ремонтируются и реставрируются.
В 2011 году в круге (пересечение улиц: Володарского, Красноармейской и 1905 года) планировалось установить памятник Савве Морозову. Однако подобный монтаж монумента встретил непонимание у горожан в связи с затруднённым доступом к памятнику. В 2018 году было принято решение установить памятник на Октябрьской площади.
В 2019 году на д.№4 был нарисован портрет основателя города Саввы Тимофеевича Морозова во всю стену, а также Зимний театр, который тоже является достопримечательностью города.

## Государственные учреждения
- д. № 4 — Административно-техническая инспекция
- д. № 5а — Служба судебных приставов